# Де Хевиланд DH.85 Леопард Мот
Де Хевиланд DH.85 Леопард Мот  (енг. De Havilland DH.85 Leopard Moth) је енглески једномоторни, вишеседи, једнокрилни авион, који се користио као лаки путнички авион, између два светска рата за време и после рата.

## Пројектовање и развој
Главни пројектант овог авиона је био Џефри де Хавиланд а производила га је фирма de Havilland Aircraft Company. Први прототип је полетео 27. мај 1933. године а у оперативну употребу је ушао 8. јул 1933. године.

## Технички опис
Труп авиона је био правоугаоног попречног пресека. Носећа конструкција авиона је била дрвена а облога кабине је од дрвеног шпера.
Мотор којим је био опремљен овај авион је био de Havilland Gipsy Major четвороцилиндрични линијски ваздухом хлађени мотор снаге 97 kW.
Крила авиона су дрвене конструкције са две рамењаче пресвучена су импрегнираним платном и са сваке стране су подупрта са два метална подупирача у облику слова V. Крила су облика равнокраког трапеза а завршавају се полукружно.
Стајни трап је био фиксан, класичан, са два предња точка и један клавирски точак на репу авиона као трећа ослона тачка.

## Земље које су користиле авионе Де Хевиланд DH.85 Леопард Мот
| - Аустралија - Француска - Холандија - Трећи рајх - Португалија - Шпанија | - Индија - Јужна Африка - Југославија - Швајцарска - Уједињено Краљевство |

## Оперативно коришћење
Укупно је направљено у периоду од 1933 до 1936. године 133 авиона. Авиони Де Хевиланд DH.85 Леопард Мот су коришћени на Британским острвима, Аустралији. Извозили су се у Француску, Холандију, Немачку, Портигалију, Шпанију, Индију, Јужну Африку, Југославију и Швајцарску.
За време рата 44 авиона DH.85 су била у војној служби у Британији и Аустралији, углавном су коришћени као авиони за везу.

### Авион Де Хевиланд DH.85 Леопард Мот у Југославији
Фабрика обуће БАТА из Борова је за своје пословне потребе набавила 1936. године у Енглеској један спортско — туристички тросед типа де Хевиланд DH.85 Леопард Мот. Авион је имао енглеске ознаке G-AENB а кад је регистрован у Југославији добио је регистрациону ознаку YU-PEA. Авион је регистрован у Југославији септембра месеца 1936. године. Компанија Бата је овај авион користила све до почетка 1941. године.
Овај авионе је уочи Априлског рата реквирирало Војно Ваздухопловство Краљевине Југославије (ВВКЈ) као и све остале приватне авионе и авионе Аероклубова и коришћени су као авиони за тренажу резервних војних пилота, и авиони за везу. Зна се да је авион де Хевиланд DH.85 Леопард регистрације YU-PEA уништен у Ваљеву 7. април 1941. године.